# Uroksen fra Vig
Uroksen fra Vig er skelettet af en urokse fra maglemosekulturen, fundet ved Vig i Odsherred på Sjælland og udstillet på Nationalmuseet.
Fundet blev gjort i 1904 under tørvegravning ved det sted, der i dag hedder Uroksevej. Skelettet er bemærkelsesværdigt, idet der sidder to pilespidser af flint i knoglerne. Oksen er sandsynligvis blevet anskudt, hvorefter den er løbet ud mosen og druknet. Kulstof 14-datering har vist, at den er død omkring 8600 f.v.t. Desuden findes spor af en tredje pil på 9. højre ribben, hvor dyret tidligere er anskudt, og som er helet.
I 1983 gjorde man endnu et fund af en anskudt urokse i Prejlerup omkring 3 km fra Vig. Dens skelet er udstillet på Zoologisk Museum og er dateret til ca. 6400 f.v.t. I det sidder seks pilespidser.
Et næsten komplet skelet fra Himmelev findes på Roskilde Museum. Der er syv andre fund af urokser i Danmark.